# Campionato mondiale maschile under 20 di calcio 2025
Il campionato mondiale di calcio Under-20 2025 sarà la 24ª edizione del torneo, a cui prenderanno parte tutti i giocatori nati dopo il 1º gennaio 2005. Si svolgerà in Cile dal 27 settembre al 19 ottobre 2025.
I campioni in carica dell'Uruguay non potranno difendere il titolo, essendosi classificati al 5º posto nel Campionato sudamericano di calcio Under-20 2025. In questo modo, sono diventati l'ottava nazionale consecutiva, detentrice del titolo, a non qualificarsi per l'edizione successiva.

## Scelta della sede
Il 17 dicembre 2023, il Consiglio FIFA riunitosi a Gedda, in Arabia Saudita, ha scelto il Cile come paese ospitante della Coppa del Mondo Under-20 del 2025. Questa è la seconda volta che il Cile ospita il torneo, dopo il 1987. Insieme ad Australia (1981, 1993) ed Argentina (2001, 2023), diventano le nazioni ad aver ospitato il torneo più volte.

## Stadi
Il 18 dicembre 2023, Pablo Milad, presidente della Federcalcio cilena, ha reso noto una lista preliminare di 12 stadi in 10 città. Milad ha anche annunciato che la FIFA avrebbe scelto tra 4 e 6 stadi per la fase finale del torneo.
Il 26 maggio 2025 è stato annunciato che gli incontri si disputeranno in quattro impianti, ognuno in una città diversa: Santiago del Cile, Rancagua, Talca e Valparaíso.
| Santiago del Cile                        | Santiago del Cile Rancagua Talca ValparaísoCampionato mondiale maschile under 20 di calcio 2025 (Cile) | Rancagua                      |
| ---------------------------------------- | --- | ----------------------------- |
| Stadio nazionale Julio Martínez Prádanos | Santiago del Cile Rancagua Talca ValparaísoCampionato mondiale maschile under 20 di calcio 2025 (Cile) | Stadio El Teniente            |
| Capacità: 46 190                         | Santiago del Cile Rancagua Talca ValparaísoCampionato mondiale maschile under 20 di calcio 2025 (Cile) | Capacità: 15 600              |
|                                          | Santiago del Cile Rancagua Talca ValparaísoCampionato mondiale maschile under 20 di calcio 2025 (Cile) |                               |
| Talca                                    | Santiago del Cile Rancagua Talca ValparaísoCampionato mondiale maschile under 20 di calcio 2025 (Cile) | Valparaíso                    |
| Stadio Fiscal di Talca                   | Santiago del Cile Rancagua Talca ValparaísoCampionato mondiale maschile under 20 di calcio 2025 (Cile) | Stadio Elías Figueroa Brander |
| Capacità: 16 000                         | Santiago del Cile Rancagua Talca ValparaísoCampionato mondiale maschile under 20 di calcio 2025 (Cile) | Capacità: 21 113              |
|                                          | Santiago del Cile Rancagua Talca ValparaísoCampionato mondiale maschile under 20 di calcio 2025 (Cile) |                               |

## Squadre qualificate
Saranno 24 le squadre che prenderanno parte alla fase a gironi: con il Cile qualificato in qualità di organizzatore finale del torneo, le restanti 23 sono state determinate a seguito dei risultati delle qualificazioni. In corsivo sono indicate le formazioni esordienti nel torneo.
| Confederazione                            | Torneo di qualificazione               | Qualificata/e                                   |
| ----------------------------------------- | -------------------------------------- | ----------------------------------------------- |
| AFC (Asia)                                | Campionato asiatico Under-20 2025      | Australia Arabia Saudita Giappone Corea del Sud |
| CAF (Africa)                              | Campionato africano Under-20 2025      | Egitto Marocco Nigeria Sudafrica                |
| CONCACAF (Nord, Centro America & Caraibi) | Campionato nordamericano Under-20 2024 | Panama Stati Uniti Cuba Messico                 |
| CONMEBOL (Sud America)                    | Campionato sudamericano Under-20 2025  | Argentina Brasile Colombia Paraguay             |
| OFC (Oceania)                             | Campionato oceaniano Under-19 2024     | Nuova Caledonia Nuova Zelanda                   |
| UEFA (Europa)                             | Campionato europeo Under-19 2024       | Italia Francia Ucraina Spagna Norvegia          |
| Nazione ospitante                         | Nazione ospitante                      | Cile                                            |

## Convocati
Sono convocabili i giocatori nati tra il 1º gennaio 2005 ed il 31 dicembre 2009. Ogni nazionale può registrare una squadra di 23 giocatori (tre di loro devono essere portieri).

## Fase a gironi
Si qualificano alla fase ad eliminazione diretta la prima e la seconda classificata di ogni girone e le migliori quattro fra le terze classificate. Le posizioni in classifica vengono determinate usando, nell'ordine, i seguenti criteri:
1. maggior numero di punti:
2. miglior differenza reti;
3. maggior numero di gol segnati.

Se non è possibile stabilire la graduatoria con i precedenti criteri per due o più squadre vengono presi in considerazione:
1. maggior numero di punti ottenuti negli scontri diretti;
2. miglior differenza reti negli scontri diretti;
3. maggior numero di gol segnati negli scontri diretti;
4. sorteggio.

### Gruppo A

#### Classifica
| Pos. | Squadra       | Pt | G | V | N | P | GF | GS | DR |
| ---- | ------------- | -- | - | - | - | - | -- | -- | -- |
| 1.   | Cile          | 0  | 0 | 0 | 0 | 0 | 0  | 0  | 0  |
| 2.   | Nuova Zelanda | 0  | 0 | 0 | 0 | 0 | 0  | 0  | 0  |
| 3.   | Giappone      | 0  | 0 | 0 | 0 | 0 | 0  | 0  | 0  |
| 4.   | Egitto        | 0  | 0 | 0 | 0 | 0 | 0  | 0  | 0  |

#### Risultati
| Santiago del Cile 27 settembre 2025, ore 17:00 UTC-4 | Giappone | – | Egitto | Stadio nazionale Julio Martínez Prádanos |

| Santiago del Cile 27 settembre 2025, ore 20:00 UTC-4 | Cile | – | Nuova Zelanda | Stadio nazionale Julio Martínez Prádanos |

| Santiago del Cile 30 settembre 2025, ore 17:00 UTC-4 | Egitto | – | Nuova Zelanda | Stadio nazionale Julio Martínez Prádanos |

| Santiago del Cile 30 settembre 2025, ore 20:00 UTC-4 | Cile | – | Giappone | Stadio nazionale Julio Martínez Prádanos |

| Santiago del Cile 3 ottobre 2025, ore 20:00 UTC-4 | Egitto | – | Cile | Stadio nazionale Julio Martínez Prádanos |

| Valparaíso 3 ottobre 2025, ore 20:00 UTC-4 | Nuova Zelanda | – | Giappone | Stadio Elías Figueroa Brander |

### Gruppo B

#### Classifica
| Pos. | Squadra       | Pt | G | V | N | P | GF | GS | DR |
| ---- | ------------- | -- | - | - | - | - | -- | -- | -- |
| 1.   | Corea del Sud | 0  | 0 | 0 | 0 | 0 | 0  | 0  | 0  |
| 2.   | Ucraina       | 0  | 0 | 0 | 0 | 0 | 0  | 0  | 0  |
| 3.   | Paraguay      | 0  | 0 | 0 | 0 | 0 | 0  | 0  | 0  |
| 4.   | Panama        | 0  | 0 | 0 | 0 | 0 | 0  | 0  | 0  |

#### Risultati
| Valparaíso 27 settembre 2025, ore 17:00 UTC-4 | Corea del Sud | – | Ucraina | Stadio Elías Figueroa Brander |

| Valparaíso 27 settembre 2025, ore 20:00 UTC-4 | Paraguay | – | Panama | Stadio Elías Figueroa Brander |

| Valparaíso 30 settembre 2025, ore 17:00 UTC-4 | Panama | – | Ucraina | Stadio Elías Figueroa Brander |

| Valparaíso 30 settembre 2025, ore 20:00 UTC-4 | Corea del Sud | – | Paraguay | Stadio Elías Figueroa Brander |

| Valparaíso 3 ottobre 2025, ore 17:00 UTC-4 | Panama | – | Corea del Sud | Stadio Elías Figueroa Brander |

| Santiago del Cile 3 ottobre 2025, ore 17:00 UTC-4 | Ucraina | – | Paraguay | Stadio nazionale Julio Martínez Prádanos |

### Gruppo C

#### Classifica
| Pos. | Squadra | Pt | G | V | N | P | GF | GS | DR |
| ---- | ------- | -- | - | - | - | - | -- | -- | -- |
| 1.   | Brasile | 0  | 0 | 0 | 0 | 0 | 0  | 0  | 0  |
| 2.   | Messico | 0  | 0 | 0 | 0 | 0 | 0  | 0  | 0  |
| 3.   | Marocco | 0  | 0 | 0 | 0 | 0 | 0  | 0  | 0  |
| 4.   | Spagna  | 0  | 0 | 0 | 0 | 0 | 0  | 0  | 0  |

#### Risultati
| Santiago del Cile 28 settembre 2025, ore 17:00 UTC-4 | Marocco | – | Spagna | Stadio nazionale Julio Martínez Prádanos |

| Santiago del Cile 28 settembre 2025, ore 20:00 UTC-4 | Brasile | – | Messico | Stadio nazionale Julio Martínez Prádanos |

| Santiago del Cile 1º ottobre 2025, ore 17:00 UTC-4 | Spagna | – | Messico | Stadio nazionale Julio Martínez Prádanos |

| Santiago del Cile 1º ottobre 2025, ore 20:00 UTC-4 | Brasile | – | Marocco | Stadio nazionale Julio Martínez Prádanos |

| Santiago del Cile 4 ottobre 2025, ore 17:00 UTC-4 | Spagna | – | Brasile | Stadio nazionale Julio Martínez Prádanos |

| Valparaíso 4 ottobre 2025, ore 17:00 UTC-4 | Messico | – | Marocco | Stadio Elías Figueroa Brander |

### Gruppo D

#### Classifica
| Pos. | Squadra   | Pt | G | V | N | P | GF | GS | DR |
| ---- | --------- | -- | - | - | - | - | -- | -- | -- |
| 1.   | Italia    | 0  | 0 | 0 | 0 | 0 | 0  | 0  | 0  |
| 2.   | Australia | 0  | 0 | 0 | 0 | 0 | 0  | 0  | 0  |
| 3.   | Cuba      | 0  | 0 | 0 | 0 | 0 | 0  | 0  | 0  |
| 4.   | Argentina | 0  | 0 | 0 | 0 | 0 | 0  | 0  | 0  |

#### Risultati
| Valparaíso 28 settembre 2025, ore 17:00 UTC-4 | Italia | – | Australia | Stadio Elías Figueroa Brander |

| Valparaíso 28 settembre 2025, ore 20:00 UTC-4 | Cuba | – | Argentina | Stadio Elías Figueroa Brander |

| Valparaíso 1º ottobre 2025, ore 17:00 UTC-4 | Italia | – | Cuba | Stadio Elías Figueroa Brander |

| Valparaíso 1º ottobre 2025, ore 20:00 UTC-4 | Argentina | – | Australia | Stadio Elías Figueroa Brander |

| Valparaíso 4 ottobre 2025, ore 20:00 UTC-4 | Argentina | – | Italia | Stadio Elías Figueroa Brander |

| Santiago del Cile 4 ottobre 2025, ore 20:00 UTC-4 | Australia | – | Cuba | Stadio nazionale Julio Martínez Prádanos |

### Gruppo E

#### Classifica
| Pos. | Squadra         | Pt | G | V | N | P | GF | GS | DR |
| ---- | --------------- | -- | - | - | - | - | -- | -- | -- |
| 1.   | Stati Uniti     | 0  | 0 | 0 | 0 | 0 | 0  | 0  | 0  |
| 2.   | Nuova Caledonia | 0  | 0 | 0 | 0 | 0 | 0  | 0  | 0  |
| 3.   | Francia         | 0  | 0 | 0 | 0 | 0 | 0  | 0  | 0  |
| 4.   | Sudafrica       | 0  | 0 | 0 | 0 | 0 | 0  | 0  | 0  |

#### Risultati
| Talca 29 settembre 2025, ore 17:00 UTC-4 | Francia | – | Sudafrica | Stadio Fiscal di Talca |

| Talca 29 settembre 2025, ore 20:00 UTC-4 | Stati Uniti | – | Nuova Caledonia | Stadio Fiscal di Talca |

| Talca 2 ottobre 2025, ore 17:00 UTC-4 | Stati Uniti | – | Francia | Stadio Fiscal di Talca |

| Talca 2 ottobre 2025, ore 20:00 UTC-4 | Sudafrica | – | Nuova Caledonia | Stadio Fiscal di Talca |

| Talca 5 ottobre 2025, ore 20:00 UTC-4 | Sudafrica | – | Stati Uniti | Stadio Fiscal di Talca |

| Rancagua 5 ottobre 2025, ore 20:00 UTC-4 | Nuova Caledonia | – | Francia | Stadio El Teniente |

### Gruppo F

#### Classifica
| Pos. | Squadra        | Pt | G | V | N | P | GF | GS | DR |
| ---- | -------------- | -- | - | - | - | - | -- | -- | -- |
| 1.   | Colombia       | 0  | 0 | 0 | 0 | 0 | 0  | 0  | 0  |
| 2.   | Arabia Saudita | 0  | 0 | 0 | 0 | 0 | 0  | 0  | 0  |
| 3.   | Norvegia       | 0  | 0 | 0 | 0 | 0 | 0  | 0  | 0  |
| 4.   | Nigeria        | 0  | 0 | 0 | 0 | 0 | 0  | 0  | 0  |

#### Risultati
| Santiago del Cile 27 settembre 2025, ore 17:00 UTC-4 | Norvegia | – | Nigeria | Stadio nazionale Julio Martínez Prádanos |

| Santiago del Cile 27 settembre 2025, ore 20:00 UTC-4 | Colombia | – | Arabia Saudita | Stadio nazionale Julio Martínez Prádanos |

| Santiago del Cile 30 settembre 2025, ore 17:00 UTC-4 | Colombia | – | Norvegia | Stadio nazionale Julio Martínez Prádanos |

| Santiago del Cile 30 settembre 2025, ore 20:00 UTC-4 | Nigeria | – | Arabia Saudita | Stadio nazionale Julio Martínez Prádanos |

| Santiago del Cile 3 ottobre 2025, ore 17:00 UTC-4 | Nigeria | – | Colombia | Stadio nazionale Julio Martínez Prádanos |

| Valparaíso 3 ottobre 2025, ore 17:00 UTC-4 | Arabia Saudita | – | Norvegia | Stadio Elías Figueroa Brander |

### Confronto fra le terze classificate
Le quattro squadre con la miglior classifica si qualificano agli ottavi di finale. I criteri usati per determinare il miglior piazzamento sono, nell'ordine:
1. maggior numero di punti;
2. miglior differenza reti;
3. maggior numero di gol segnati;
4. maggior numero di punti fair play;
5. sorteggio.

| Pos. | Gr. | Squadra | Pt | G | V | N | P | GF | GS | DR |
| ---- | --- | ------- | -- | - | - | - | - | -- | -- | -- |
| 1.   | A   | TBD     | 0  | 0 | 0 | 0 | 0 | 0  | 0  | 0  |
| 2.   | B   | TBD     | 0  | 0 | 0 | 0 | 0 | 0  | 0  | 0  |
| 3.   | C   | TBD     | 0  | 0 | 0 | 0 | 0 | 0  | 0  | 0  |
| 4.   | D   | TBD     | 0  | 0 | 0 | 0 | 0 | 0  | 0  | 0  |
| 5.   | E   | TBD     | 0  | 0 | 0 | 0 | 0 | 0  | 0  | 0  |
| 6.   | F   | TBD     | 0  | 0 | 0 | 0 | 0 | 0  | 0  | 0  |